# Supadio flygplats
Supadio Airport är en flygplats i Indonesien. Den ligger i den västra delen av landet, 700 km norr om huvudstaden Jakarta. Supadio Airport ligger 3 meter över havet.
Terrängen runt Supadio Airport är mycket platt. Runt Supadio Airport är det tätbefolkat, med 369 invånare per kvadratkilometer. Närmaste större samhälle är Pontianak, 16,1 km nordväst om Supadio Airport. Omgivningarna runt Supadio Airport är en mosaik av jordbruksmark och naturlig växtlighet.